# Raval de la Rovirola
El Raval de la Rovirola és una antic raval convertit en barri del poble de Santa Maria d'Oló, en el terme del mateix nom, a la comarca del Moianès.
Està situat a prop i al nord-oest del nucli principal de Santa Maria d'Oló, a tocar i a ponent del Raval de Santa Eulàlia. La major part del veïnat és en un espai entre l'Eix Transversal (C-25) i la carretera BP-4313.
La major part del veïnat és força agrupat, però hi pertanyen les masies de Cal Músic, a ponent, i Cal Graci i Cal Miqueló, al sud.